# 彭文質
彭文質（1528年—？），字在份，號從野，福建興化府莆田縣人，明朝政治人物，同進士出身。

## 生平
福建鄉試第七十五名。嘉靖三十八年（1559年）登己未科會試第一百三十三名，三甲第九十六名進士。授廣東揭陽縣知縣，历户部主事、員外郎、郎中。隆慶五年（1571年）出任廣西桂林府知府。萬曆二年（1574年）十月升本省副使，六年八月升右参政，八年三月奪職为民。

## 家族
曾祖彭邦彥，贈戶部主事；祖父彭甫，提學僉事；父彭大治，知府。嫡母朱氏（贈安人）；繼母林氏（封安人）；生母宋氏。慈侍下。兄文阳、文兴、文陟。弟文陛。